# Javier Zanetti
Javier Adelmar Zanetti (Buenos Aires, 10 augustus 1973) is een Argentijns voormalig betaald voetballer die doorgaans als verdedigende middenvelder, rechtsback of linksback speelde. Hij was 22 seizoenen actief in het profvoetbal, waarvan negentien in dienst van Internazionale. Zanetti maakte van 1994 tot en met 2011 deel uit van het Argentijns voetbalelftal, waarvoor hij 142 officiële interlands speelde en vier keer scoorde. Na zijn voetballoopbaan werd Zanetti op 1 juli 2014 vicepresident van Internazionale.

## Clubcarrière

### Jeugd
Zanetti is geboren in Buenos Aires en groeide op het havengedeelte van Dock Sud, wat een van de meest beruchte plekken van Buenos Aires is. Zijn vader Rodolfo was tegelzetter en zijn moeder Violeta een schoonmaakster. Beide hadden ze Italiaanse roots. Zanetti begon met voetballen op straat. Als tiener werd hij afgewezen voor de jeugdacedemie van CA Independiente omdat hij het fysiek zou missen om te slagen in de voetbalwereld. Na de afwijzing van Independiente ging Zanetti voetballen voor CA Talleres, wat op dat moment uitkwam op het tweede niveau van Argentinië. Hij speelde 33 wedstrijden voor Talleres, waarin hij eenmaal scoorde.

### Banfield
Zanetti vertrok in de zomer van 1993 naar CA Banfield, wat op het hoogste niveau van Argentinië uitkwam. Op 20-jarige leeftijd maakte hij op 12 september tegen CA River Plate zijn debuut voor Banfield. Zeventien dagen later scoorde hij zijn eerste goal voor Banfield tegen CA Newell's Old Boys. Door zijn goeie prestaties werd hij populair onder de fans en werd hij voor het eerst opgeroepen voor het nationale elftal van Argentinië. Grote clubs als River Plate en CA Boca Juniors toonden interesse, maar Zanetti bleef nog een seizoen bij Banfield, waar hij 66 wedstrijden speelde en vier goals maakte.

### Internazionale
In de zomer van 1995 vertrok Zanetti naar Internazionale, waar hij de eerste aankoop werd van Massimo Moratti. Op 27 augustus maakte Zanetti in de thuiswedstrijd tegen LR Vicenza zijn debuut voor Inter. Op 3 december 1995 scoorde hij tegen US Cremonese zijn eerste goal voor Inter. Hij speelde 39 wedstrijden in zijn eerste seizoen, vooral als middenvelder. Achteraf zei Zanetti over zijn komst bij Inter: "Ik was erg jong toen ik arriveerde en ik denk niet dat veel teams vanaf dag één zoveel geduld en vertrouwen hadden kunnen hebben in een jongen van 20 jaar als Inter. Daar zal ik altijd dankbaar voor zijn. Inter voelde meteen als mijn thuis en ik dacht er daarom nooit over na om te vertrekken."
In zijn tweede seizoen bij Inter bereikte Zanetti de finale van de UEFA Cup, die op strafschoppen verloren werd van FC Schalke 04. Een jaar later nam Inter revanche door de UEFA Cup-finale ditmaal wel te winnen, nu van SS Lazio met 3-0. Zanetti scoorde zelf als linkervleugelverdediger in een 3-5-2 de tweede goal. Het was de eerste prijs voor Zanetti. 
Zanetti werd geprezen om zijn veelzijdigheid. In het seizoen 1998/99 speelde Zanetti vijftig wedstrijden, als rechtsback, linksback, rechtermiddenvelder, centrale middenvelder en linkermiddenvelder. Vanaf het seizoen 1999 droeg Zanetti geregeld de aanvoerdersband, bij afwezigheid van de vaak geblesseerde Ronaldo. Als aanvoerder bereikte Zanetti dat seizoen de Coppa Italia-finale, die verloren werd van Lazio. Het seizoen erop speelde Ronaldo door blessureleed geen enkele wedstrijd en was Zanetti het hele seizoen aanvoerder. Het jaar erop vertrok de Braziliaanse spits en werd Zanetti officieel de eerste aanvoerder. Dat seizoen bereikte Zanetti de halve finale van de UEFA Cup, waarin het verloor van uiteindelijke winnaar Feyenoord. Het jaar erop bereikte Inter de halve finale van de UEFA Champions League, waarin het rivaal AC Milan trof. Milan won en won daarna ook de finale van Juventus FC. In augustus 2003 tekende Zanetti een nieuw contract bij Inter tot de zomer van 2007.
In 2005 en 2006 veroverde de Argentijn met Internazionale de Coppa Italia, door tweemaal AS Roma te verslaan in de finale. In de zomer van 2006 arriveerde rechtsback Maicon bij Inter, waardoor Zanetti naar het middenveld werd geschoven. Op 5 november scoorde hij tegen Ascoli Calcio 1898 FC voor het eerst in vier jaar weer eens voor Inter. Op 27 september 2006 speelde Zanetti tegen Bayern München zijn vijfhonderdste officiële wedstrijd voor de club. Op 22 november 2006 speelde de Argentijn tegen Sporting CP zijn honderdste Europese internationale wedstrijd. Dat seizoen eindigde Inter als tweede, maar kreeg Inter en Zanetti hun eerste landstitel (Scudetto) toegewezen na een straf wegens omkoping voor Juventus. 
Het seizoen erop won Zanetti opnieuw de landstitel. Ook won Zanetti in 2008 de Supercoppa tegen AS Roma op penalty's. Hij schoot de beslissende penalty binnen nadat de wedstrijd in 2-2 was geëindigd. Het was zijn eerste benutte penalty uit zijn carrière en zijn derde Supercoppa, nadat hij hem in 2005 en 2006 ook gewonnen had. Op 24 september tegen US Lecce (1-0 winst) speelde Zanetti zijn 600'ste wedstrijd voor Inter. Hij speelde dat seizoen opnieuw veel op het middenveld, omdat trainer José Mourinho als vier verdedigers Maicon, Lúcio, Walter Samuel en Cristian Chivu opstelde. Dat seizoen won Inter voor de derde keer op rij de Serie A. Het seizoen 2009/10 begon goed met een 4-0 overwinning op rivaal AC Milan op 29 augustus. Op 24 oktober speelde Zanetti tegen Catania FC zijn 139ste opeenvolgende Serie A-wedstrijd voor Inter. Ook evenaarde Zanetti in deze wedstrijd het aantal gespeelde Serie A-wedstrijden van clublegende Giacinto Facchetti, namelijk 476. Na een pass van Samuel Eto'o kreeg Zanetti tevergeefs de mogelijkheid te scoren die wedstrijd. Dat seizoen won Inter voor het vierde jaar op rij de Serie A en bovendien won Inter op 5 mei 2010 de Coppa Italia-finale van AS Roma. De treble was compleet toen Inter drie weken later tegen FC Bayern München de finale van de Champions League won. Hij werd daarmee de eerste captain van Inter om zijn team naar een treble te leiden. Het was bovendien voor Zanetti zijn 700'ste wedstrijd voor Inter in vijftien seizoenen voor Inter.
Op 20 oktober 2010 werd hij in een 4-3 overwinning op Tottenham Hotspur FC met een leeftijd van 37 jaar en 71 dagen de oudste speler om in de Champions League te scoren. Het was pas zijn tweede treffer in de Champions League na zijn goal tegen SK Sturm Graz bijna twaalf jaar eerder. De aanvoerder verbrak hiermee het record van Paolo Maldini, die als aanvoerder van aartsrivaal AC Milan in de Champions League finale van 2005 tegen Liverpool in de eerste minuut scoorde toen hij 36 jaar en 333 dagen oud was. Dit record werd op 30 september 2014 verbroken door Francesco Totti.
Hij scoorde op 12 december tegen Seongnam FC in de halve finale van het wereldkampioenschap voetbal voor clubs, waarin Inter de finale won van TP Mazembe. Op 19 januari nam Zanetti met zijn 520'ste competitiewedstrijd het record voor meeste Serie A-wedstrijden namens Inter over van Giuseppe Bergomi. Op 11 mei speelde Zanetti zijn 1000'ste wedstrijd in zijn carrière tijdens de halve finale van de Coppa Italia tegen AS Roma, waarna Inter de finale van Palermo FC zou winnen. Op 20 september passeerde hij Bergomi in de lijst van all-time wedstrijden voor Inter, toen hij tegen Novara FC speelde.
Op 10 maart speelde Zanetti tegen Bologna FC 1909 zijn 600'ste Serie A-wedstrijd voor Inter. Op 29 april 2014 maakte Erick Thohir, voorzitter van Inter, bekend dat Zanetti aan het eind van dat seizoen zou stoppen met voetballen en clubdirecteur zou worden. Op 10 mei 2014 speelde hij tegen SS Lazio (4-1) zijn laatste thuiswedstrijd in Stadio Giuseppe Meazza. Hij viel in de 52'ste minuut in met een speciale aanvoerdersband waar de namen van alle spelers opstonden waarmee hij in zijn carrière bij Inter mee had samengespeeld. Een week later speelde hij tegen Chievo Verona zijn 858'ste en laatste wedstrijd voor Inter. Thohir maakte een jaar later bekend het rugnummer 4 nooit meer te gebruiken, ter ere van Zanetti. "Dit rugnummer zal voor eeuwig van jou zijn."

## Clubstatistieken
| Seizoen | Club           | Competitie       | Competitie | Competitie | Beker | Beker | Internationaal | Internationaal | Overig | Overig | Totaal | Totaal |
| Seizoen | Club           | Competitie       | Wed.       | Dlp.       | Wed.  | Dlp.  | Wed.           | Dlp.           | Wed.   | Dlp.   | Wed.   | Dlp.   |
| ------- | -------------- | ---------------- | ---------- | ---------- | ----- | ----- | -------------- | -------------- | ------ | ------ | ------ | ------ |
| 1992/93 | CA Talleres    | Primera División | 33         | 1          | 0     | 0     | 0              | 0              | 0      | 0      | 33     | 1      |
| 1993/94 | CA Banfield    | Primera División | 37         | 1          | 0     | 0     | 0              | 0              | 0      | 0      | 37     | 1      |
| 1994/95 | CA Banfield    | Primera División | 29         | 3          | 0     | 0     | 0              | 0              | 0      | 0      | 29     | 3      |
| 1995/96 | Internazionale | Serie A          | 32         | 2          | 5     | 0     | 2              | 0              | 0      | 0      | 39     | 2      |
| 1996/97 | Internazionale | Serie A          | 33         | 3          | 5     | 1     | 12             | 0              | 0      | 0      | 50     | 4      |
| 1997/98 | Internazionale | Serie A          | 28         | 0          | 4     | 0     | 9              | 2              | 0      | 0      | 41     | 2      |
| 1998/99 | Internazionale | Serie A          | 34         | 3          | 5     | 0     | 9              | 1              | 2      | 0      | 50     | 4      |
| 1999/00 | Internazionale | Serie A          | 34         | 1          | 8     | 1     | 0              | 0              | 1      | 0      | 43     | 2      |
| 2000/01 | Internazionale | Serie A          | 29         | 0          | 1     | 0     | 4              | 0              | 0      | 0      | 34     | 0      |
| 2001/02 | Internazionale | Serie A          | 33         | 0          | 1     | 1     | 10             | 1              | 0      | 0      | 44     | 2      |
| 2002/03 | Internazionale | Serie A          | 34         | 1          | 1     | 0     | 18             | 0              | 0      | 0      | 53     | 1      |
| 2003/04 | Internazionale | Serie A          | 34         | 0          | 5     | 0     | 12             | 0              | 0      | 0      | 51     | 0      |
| 2004/05 | Internazionale | Serie A          | 35         | 0          | 3     | 0     | 11             | 0              | 0      | 0      | 49     | 0      |
| 2005/06 | Internazionale | Serie A          | 25         | 0          | 5     | 0     | 8              | 0              | 1      | 0      | 39     | 0      |
| 2006/07 | Internazionale | Serie A          | 37         | 1          | 4     | 0     | 8              | 0              | 1      | 0      | 50     | 1      |
| 2007/08 | Internazionale | Serie A          | 38         | 1          | 4     | 0     | 8              | 0              | 1      | 0      | 51     | 1      |
| 2008/09 | Internazionale | Serie A          | 38         | 0          | 4     | 0     | 8              | 0              | 1      | 0      | 51     | 0      |
| 2009/10 | Internazionale | Serie A          | 37         | 0          | 4     | 0     | 13             | 0              | 1      | 0      | 55     | 0      |
| 2010/11 | Internazionale | Serie A          | 35         | 0          | 5     | 0     | 8              | 1              | 4      | 1      | 52     | 2      |
| 2011/12 | Internazionale | Serie A          | 34         | 0          | 2     | 0     | 8              | 0              | 1      | 0      | 45     | 0      |
| 2012/13 | Internazionale | Serie A          | 33         | 0          | 4     | 0     | 11             | 0              | 0      | 0      | 48     | 0      |
| 2013/14 | Internazionale | Serie A          | 12         | 0          | 1     | 0     | 0              | 0              | 0      | 0      | 13     | 0      |
| Totaal  | Totaal         | Totaal           | 714        | 17         | 71    | 3     | 159            | 5              | 13     | 1      | 957    | 26     |

## Interlandcarrière
Zanetti debuteerde op 16 november 1994 tegen Chili onder bondscoach Daniel Passarella voor Argentinië. Zanetti nam met het Argentijns nationaal elftal deel aan het WK 1998 en het WK 2002 en won een zilveren medaille op de Olympische Zomerspelen 1996 in Atlanta, Verenigde Staten. In 1998 scoorde Zanetti in de achtste finale tegen Engeland. In de kwartfinale werd Argentinië door Nederland uitgeschakeld. In 2002 werd hij aanvoerder van het Argentijns elftal, nadat Roberto Ayala geblesseerd raakte. Verder was hij met de Argentijnen in 2005 verliezend finalist in de Confederations Cup. In de halve finale van dat toernooi speelde Zanetti zijn 100'ste interland voor Argentinië. 
Voor het WK 2006 werd Zanetti gepasseerd door bondscoach José Pékerman. Nadat Zanetti het WK 2006 miste, keerde hij in februari 2007 terug in het nationaal elftal onder de nieuw aangestelde bondscoach Alfio Basile. In 2007 nam Zanetti het record voor meeste interlands namens Argentinië over van Diego Simeone. In 2018 werd dit record overgenomen door Javier Mascherano, die op zijn beurt in 2021 overtroffen werd door Lionel Messi.
In mei 2010 werd hij door bondscoach Diego Maradona samen met teamgenoot Esteban Cambiasso niet geselecteerd voor het WK 2010, hoewel zij met Inter dat seizoen net de treble hadden gewonnen. Op 20 augustus werd Zanetti door nieuwe bondscoach Sergio Batista weer opgeroepen voor een vriendschappelijke wedstrijd tegen Spanje op 7 september, waar hij samen met Gabriel Batistuta werd geëerd voor hun imposante carrières. Daar werden ze door 48.000 fans met een staande ovatie begroet. Zanetti ging mee naar de Copa América 2011, die gespeeld werd in Argentinië. Na de uitschakeling door Uruguay in de kwartfinale op 17 juli 2011 beëindigde Zanetti zijn interlandcarrière.

## Erelijst
| Competitie             |                |                                             |                |                |
| Competitie             | Aantal         | Jaren                                       |                |                |
| Internazionale         | Internazionale | Internazionale                              | Internazionale | Internazionale |
| ---------------------- | -------------- | ------------------------------------------- | -------------- | -------------- |
| FIFA Club World Cup    | 1x             | 2010                                        |                |                |
| UEFA Champions League  | 1x             | 2009/10                                     |                |                |
| UEFA Cup               | 1x             | 1997/98                                     |                |                |
| Serie A                | 5x             | 2005/06, 2006/07, 2007/08, 2008/09, 2009/10 |                |                |
| Coppa Italia           | 4x             | 2004/05, 2005/06, 2009/10, 2010/11          |                |                |
| Supercoppa Italiana    | 4x             | 2005, 2006, 2008, 2010                      |                |                |
| Argentinië             |                |                                             |                |                |
| Pan-Amerikaanse Spelen | 1x             | 1995                                        |                |                |

## Privéleven
Zanetti ontmoette zijn latere vrouw Paula Della Fuento toen hij negentien en zij veertien jaar oud was. Ze trouwden op 23 december 1999 na zeven jaar een relatie gehad te hebben. Samen hebben ze één dochter en twee zoons.
De moeder van Zanetti, Violeta Bonazzola, stierf in 2011 aan een hartaanval een aantal uur nadat Inter de Coppa Italia had gewonnen. Zanetti is goed bevriend met voormalig teamgenoot Wesley Sneijder.